# Rick Braun

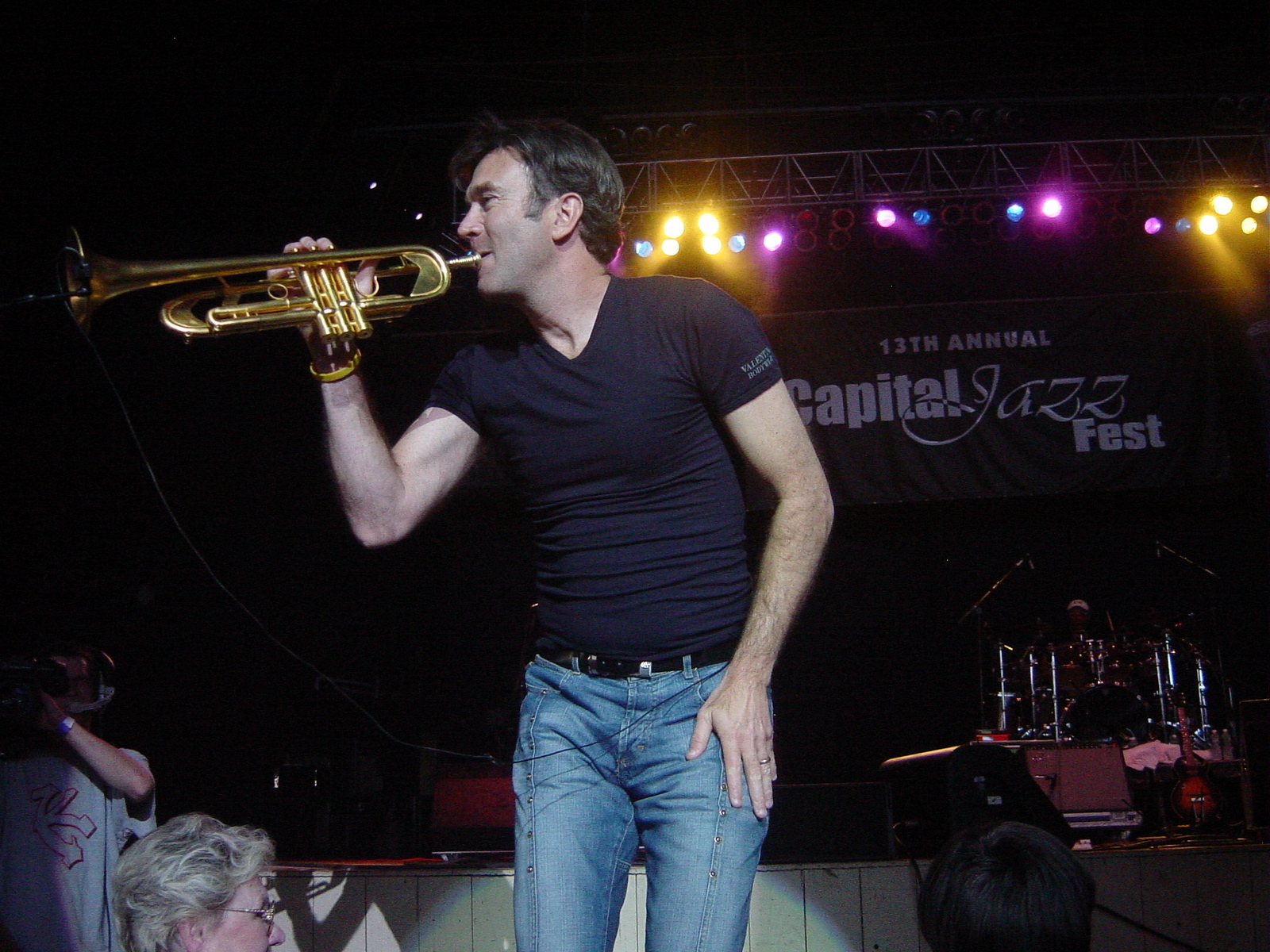
Rick Braun (2005)

Rick Braun (* 6. Juli 1955 in Allentown (Pennsylvania)) ist ein Trompeter des Smooth Jazz und Sänger.

## Leben und Wirken
Bevor Braun seine Solokarriere startete, spielte er in verschiedenen Bands, zunächst bei Auracle, dann der Avenue Blue Band von Jeff Golub. Mit Boney James spielte er eine Coverversion von Hugh Masekelas „Grazin’ in the Grass“ ein. Außerdem spielt Braun in der Band BWB mit dem Saxophonisten Kirk Whalum und dem Gitarristen Norman Brown. 2005 gründete er mit Richard Elliot die ARTizen Music Group (bekannt als Artistry Music).

## Diskografie

### Soloalben
| Jahr | Titel Musiklabel                | Höchstplatzierung, Gesamtwochen, AuszeichnungChartplatzierungen (Jahr, Titel, Musiklabel, Platzierungen, Wochen, Auszeichnungen, Anmerkungen) | Höchstplatzierung, Gesamtwochen, AuszeichnungChartplatzierungen (Jahr, Titel, Musiklabel, Platzierungen, Wochen, Auszeichnungen, Anmerkungen) | Höchstplatzierung, Gesamtwochen, AuszeichnungChartplatzierungen (Jahr, Titel, Musiklabel, Platzierungen, Wochen, Auszeichnungen, Anmerkungen) | Anmerkungen                                        |
| Jahr | Titel Musiklabel                | US | R&B | Jazz | Anmerkungen                                        |
| ---- | ------------------------------- | --- | --- | --- | -------------------------------------------------- |
| 2000 | Shake It Up Warner Bros.        | US78 (15 Wo.)US | R&B32 (18 Wo.)R&B | — | Erstveröffentlichung: 30. Mai 2000 mit Boney James |
| 2001 | Kisses in the Rain Warner Bros. | US182 (1 Wo.)US | — | — | Erstveröffentlichung: 27. Februar 2001             |
| 2003 | Esperanto Warner Bros.          | — | — | Jazz5 (29 Wo.)Jazz | Erstveröffentlichung: 19. August 2003              |
| 2014 | Can You Feel It                 | US172 (1 Wo.)US | — | — | Erstveröffentlichung: 8. Juli 2014                 |

Weitere Soloalben
- 1992: Intimate Secrets (Mesa/Bluemoon)
- 1994: Night Walk (Mesa/Bluemoon)
- 1994: Christmas Present: Music of Warmth & Celebration (Atlantic/Wea)
- 1995: Beat Street (Mesa/Bluemoon)
- 1997: Body and Soul (Mesa/Bluemoon)
- 1998: Full Stride (Mesa/Bluemoon)
- 1999: Best of Rick Braun (Atlantic)
- 2004: Sessions: Volume 1 (Artizen)
- 2005: Yours Truly (Artizen)
- 2007: R n R (mit Richard Elliot, Artizen)
- 2007: Peter White Christmas with Mindi Abair and Rick Braun (mit Peter White & Mindi Abair, Artizen)
- 2009: All It Takes (Artistry Music)

### Mit BWB
- 2002: Groovin’ (Warner Bros. Records)

### Singles
| Jahr | Titel Album                           | Höchstplatzierung, Gesamtwochen, AuszeichnungChartsChartplatzierungen (Jahr, Titel, Album, Platzierungen, Wochen, Auszeichnungen, Anmerkungen) | Anmerkungen                         |
| Jahr | Titel Album                           | Jazz | Anmerkungen                         |
| ---- | ------------------------------------- | --- | ----------------------------------- |
| 2006 | Shining Star –                        | Jazz1 (25 Wo.)Jazz |                                     |
| 2006 | Groove Is In The Heart Yours Truly    | Jazz19 (20 Wo.)Jazz |                                     |
| 2007 | Sao Paulo Yours Truly                 | Jazz14 (20 Wo.)Jazz |                                     |
| 2007 | R n R                                 | Jazz1 (29 Wo.)Jazz | mit Richard Elliot                  |
| 2008 | Better Times R n R                    | Jazz14 (20 Wo.)Jazz | mit Richard Elliot                  |
| 2009 | Tijuana Dance All It Takes            | Jazz7 (34 Wo.)Jazz |                                     |
| 2010 | Christiane All It Takes               | Jazz1 (32 Wo.)Jazz |                                     |
| 2014 | Get Up And Dance Can You Feel It      | Jazz1 (18 Wo.)Jazz |                                     |
| 2014 | Back To Back Can You Feel It          | Jazz1 (22 Wo.)Jazz |                                     |
| 2015 | Silk Can You Feel It                  | Jazz3 (20 Wo.)Jazz |                                     |
| 2015 | Can You Feel It                       | Jazz4 (20 Wo.)Jazz |                                     |
| 2017 | We Don’t Talk Anymore Around The Horn | Jazz3 (16 Wo.)Jazz | feat. Peter White                   |
| 2017 | So Strong Around The Horn             | Jazz3 (20 Wo.)Jazz |                                     |
| 2019 | Crossroads                            | Jazz1 (15 Wo.)Jazz | Erstveröffentlichung: 15. Juli 2019 |

### Gastbeiträge
| Jahr | Titel Album                                      | Höchstplatzierung, Gesamtwochen, AuszeichnungChartsChartplatzierungen (Jahr, Titel, Album, Platzierungen, Wochen, Auszeichnungen, Anmerkungen) | Anmerkungen                                                     |
| Jahr | Titel Album                                      | Jazz | Anmerkungen                                                     |
| ---- | ------------------------------------------------ | --- | --------------------------------------------------------------- |
| 2008 | The First Noel Christmas Present                 | Jazz29 (1 Wo.)Jazz | Boney James feat. Rick Braun                                    |
| 2009 | The Little Drummer Boy Christmas Present         | Jazz28 (1 Wo.)Jazz | Peter White mit Rick Braun & Mindi Abair                        |
| 2010 | Love, Love, Love Everything is Everything        | Jazz23 (7 Wo.)Jazz | Kirk Whalum feat. Rick Braun                                    |
| 2013 | Batucada (The Beat) The Beat                     | Jazz1 (20 Wo.)Jazz | Boney James feat. Rick Braun                                    |
| 2013 | Hornets –                                        | Jazz30 (1 Wo.)Jazz | Groove55 feat. Rick Braun                                       |
| 2015 | (Your Love Keeps Lifting Me) Higher And Higher – | Jazz4 (15 Wo.)Jazz | Dave Koz feat. Kenny Lattimore & Rick Braun                     |
| 2016 | Voyage –                                         | Jazz18 (15 Wo.)Jazz | Patrick Bradley feat. Rick Braun                                |
| 2016 | Funk Avenue Sonic Boom                           | Jazz7 (20 Wo.)Jazz | Darren Rahn feat. Rick Braun                                    |
| 2018 | It’s Not You, It’s Me Love Inside                | Jazz14 (12 Wo.)Jazz | Lindsey Webster feat. Rick Braun                                |
| 2018 | Morning After –                                  | Jazz23 (8 Wo.)Jazz | The Allen Carman Project feat. Rick Braun                       |
| 2018 | Before I Let Go –                                | Jazz1 (… Wo.)Jazz | Dave Koz/Gerald Albright/Rick Braun/Richard Elliot/Aubrey Logan |